# El día que cambió la historia
El día que cambió la historia es una película documental de Argentina dirigida por Sergio Pérez y Jorge Pastor Asuaje sobre su propio guion que se estrenó el 11 de octubre de 2012 y que tuvo como protagonistas a Lito Cruz, Rubén Stella, Micaela Cruz y Amelia Bence.

## Sinopsis
El relato procura explicar los orígenes del movimiento obrero peronista desde el punto de vista de los trabajadores de los frigoríficos asentados en la zona de Berisso para lo cual la película abarca desde 1871 utilizando como recursos fragmentos de noticieros, entrevistas a historiadores, fotos y portadas de diarios de la época y escenas ficcionadas con actores que ilustran algunas situaciones, y culmina el 17 de octubre de 1945

## Reparto
- Lito Cruz
- Rubén Stella…Celestino Morales
- Micaela Cruz
- Amelia Bence
- Walter Zuleta
- Oscar Nahuel Abalo
- Edgardo Adrián Sancho
- Mario Pocho
- Silvia Ibáñez
- Valentín Pelozo
- Raúl Martínez Mollo
- Walter Pelozo
- Javier De Jesús
- Néstor Gianotti
- Gerardo Fabris
- Paula Sigismondo
- Edgardo De Simone
- Daniel Reinoso
- Ana María Moreno
- Dolly Enriquete
- Liliana Kandraski
- Viviana García
- Osvaldo Stagnaro
- Marcela Sánchez

## Comentarios
Juan Carlos Fontana en su crónica en La Prensa ubica el filme dentro de la corriente del revisionismo histórico, opina que ella “tiene un ágil recorrido por los hechos” y señala en especial que “la escena en la que "Lito" Cruz le enseña a bailar el tango a Rubén Stella, resulta además de un dato de humor, un encuentro con dos grandes actores.”
Por su parte la crónica de Natalia Trzenko para La Nación dice que el filme:

“elige…Un interesante y rico recorte en términos históricos que no se llega a plasmar en lo cinematográfico. Por momentos manual de historia con ánimo didáctico y expositivo… . y por otros floja ficción ... Una estrategia innecesaria que estira y suma escenas que no agregan demasiado a lo que se quiere contar. Así, en una de esas secuencias ficcionalizadas se intenta resolver en pocos minutos y sin demasiadas sutilezas la relación entre la movilidad social de los trabajadores y sus consumos populares utilizando el tango como ejemplo. Un tema que daría para varios documentales y que aquí es tratado sin mucho rigor. Apenas una excusa para introducir una escena absurda entre Cruz y Stella, un paso de comedia tan innecesario como anacrónico además de la participación de Amelia Bence como una cabaretera milonguera que canta el tango "De mi barrio". Por otro lado, cada vez que aparecen … los testigos directos del surgimiento del movimiento obrero en los frigoríficos y sus recuerdos del Berisso de aquellos tiempos, de su cotidianeidad y su lucha, este documental insinúa lo que podría haber sido, pero no es. Es allí, en la familiaridad de esos hombres y mujeres -ya ancianos- y su rescate emotivo y político de los hechos y personas que llevaron al histórico día del título donde el film …muestra su verdadera fuerza e interés. Una historia atrapante -además de relevante-, que no logra traducirse en un documental de igual medida.”